# Radburn (Nueva Jersey)
Radburn es un área no incorporada ubicado cerca de Fair Lawn en el condado de Bergen en el estado estadounidense de Nueva Jersey. Forma parte del Registro Nacional de Lugares Históricos desde 1975, del Registro de Lugares Históricos de Nueva Jersey desde 1974, y es un Hito Histórico Nacional desde 2005.

## Geografía
Radburn se encuentra ubicado en las coordenadas 40°56′52.6″N 74°7′8.1″O / 40.947944, -74.118917.